# Guilherme V, Príncipe de Orange
Guilherme V de Nassau (8 de março de 1748 - 9 de abril de 1806) foi o último Príncipe de Orange a usar o título de stadthouder dos Países Baixos.

## Primeiros anos
Guilherme V assumiu a posição de estatuder e capitão-geral do Exército dos Estados Holandeses em 1766. Em 4 de outubro de 1767 em Berlim, o príncipe Guilherme casou-se com a princesa Guilhermina da Prússia, filha do príncipe Augusto Guilherme da Prússia. Guilhermina era sobrinha de Frederico, o Grande e prima do rei de Jorge III do Reino Unido.
A posição dos holandeses durante a Guerra da Independência Americana foi de neutralidade. Guilherme V, liderando a facção pró-britânica dentro do governo, bloqueou tentativas de elementos pró-independência, e mais tarde pró-francês, para arrastar o governo à guerra em apoio à aliança franco-americana. No entanto, as coisas chegaram a um ponto com a tentativa holandesa de se juntar à Liga russa de neutralidade armada, levando ao surto da Quarta Guerra Anglo-Holandesa em 1780.
Após a assinatura do Tratado de Paris, houve uma crescente inquietação nas Províncias Unidas no governo de Guilherme. Enquanto isso, uma banda de jovens revolucionários, chamada Patriotas, desafiava cada vez mais sua autoridade. Em 1785 Guilherme deixou Haia e deslocou sua corte até Gueldres, uma província remota do centro político. Em setembro de 1786 ele teve que enviar um exército para parar Herman Willem Daendels. Em junho de 1787 sua esposa Guilhermina tentou viajar para Haia. Fora de Schoonhoven, foi detida por uma milícia, levada para uma fazenda perto de Goejanverwellesluis e dentro de dois dias feita para retornar a Nimega.
Para Guilhermina e seu tio Frederico da Prússia, isso era um insulto. Frederico enviou um exército para atacar os dissidentes. Muitos patriotas fugiram para o norte da França, em torno de Saint-Omer, em uma área onde o holandês era falado. Foram apoiados pelo rei Luís XVI de França até o início da Revolução Francesa.

## Exílio na Grã Bretanha e últimos anos
Com a chegada da Revolução Francesa, Guilherme V juntou-se à Primeira Coligação contra a França Republicana em 1793. Suas tropas lutaram bravamente na Batalha da Flandres, mas em 1794 a situação militar se deteriorou e a República Holandesa foi ameaçada por exércitos invasores. O ano de 1795 foi desastroso para o antigo regime dos Países Baixos. Apoiado pelo exército francês, os revolucionários retornaram de Paris para lutar na Holanda, e em 1795 Guilherme V foi exilado na Inglaterra. Poucos dias depois, ocorreu a Revolução Batávica em Amesterdão, e a República Holandesa foi substituída pela República Batava.
O último dos estatuders holandeses, Guilherme V morreu exilado em um palácio de suas filhas em Brunsvique. Seu corpo foi transferido para a cripta holandesa da Família Real em Nieuwe Kerk, em Delft, em 29 de abril de 1958.
Em 1813, seu filho, Guilherme voltou para a Holanda e se tornou o primeiro monarca holandês da Casa de Orange-Nassau.

## Descendência
Guilherme e Guilhermina tiveram cinco filhos, mas somente dois chegaram a vida adulta, são eles:
- Luísa Guilhermina de Orange-Nassau, casou-se com o príncipe Carlos Jorge de Brunswick-Wolfenbüttel, sem descendência
- Guilherme I dos Países Baixos,[1] casou-se com a princesa Frederica Guilhermina da Prússia, com descendência